# Individuel BC4 masculin aux Jeux paralympiques d'été de 2024
Cet article traite de l'épreuve masculine. Pour la compétition féminine, voir Individuel BC4 féminin de boccia aux Jeux paralympiques d'été de 2024.
Pour un article plus général, voir Boccia aux Jeux paralympiques d'été de 2024.
Navigation
Tokyo 2020 Los Angeles 2028
Le tournoi masculin BC4 de boccia aux Jeux paralympiques d'été de 2024 se déroule du 29 août au 2 septembre 2024 à Arena Paris Sud 1, en France.

## Médaillés
| Or                    | Argent              | Bronze              |
| Stephen McGuire (GBR) | Edilson Chica (COL) | Artem Kolinko (UKR) |

## Calendrier
| Date                   | Horaire | Manche           |
| ---------------------- | ------- | ---------------- |
| Jeudi 29 août          | 17 h 00 | Poules           |
| Vendredi 30 août       | 10 h 30 | Poules           |
| Samedi 31 août         | 12 h 50 | Poules           |
| Samedi 31 août         | 19 h 20 | Quarts de finale |
| Dimanche 1er septembre | 11 h 55 | Demi-finales     |
| Dimanche 1er septembre | 17 h 00 | Petite finale    |
| Lundi 2 septembre      | 17 h 00 | Finale           |

## Phase de poule

### Poule A
| Athlète | J | G | P | PG | PE | Diff. | Notes |
| ------- | - | - | - | -- | -- | ----- | ----- |
|         |   |   |   |    |    |       |       |
|         |   |   |   |    |    |       |       |
|         |   |   |   |    |    |       |       |
|         |   |   |   |    |    |       |       |
|         |   |   |   |    |    |       |       |

#### Matchs
| Match | Date     | Joueur 1 | Résultat | Joueur 2 |
| ----- | -------- | -------- | -------- | -------- |
|       | août à h |          |          |          |
|       | août à h |          |          |          |
|       | août à h |          |          |          |
|       | août à h |          |          |          |
|       | août à h |          |          |          |
|       | août à h |          |          |          |
|       | août à h |          |          |          |
|       | août à h |          |          |          |
|       | août à h |          |          |          |
|       | août à h |          |          |          |

### Poule B
| Athlète | J | G | P | PG | PE | Diff. | Notes |
| ------- | - | - | - | -- | -- | ----- | ----- |
|         |   |   |   |    |    |       |       |
|         |   |   |   |    |    |       |       |
|         |   |   |   |    |    |       |       |
|         |   |   |   |    |    |       |       |
|         |   |   |   |    |    |       |       |

#### Matchs
| Match | Date     | Joueur 1 | Résultat | Joueur 2 |
| ----- | -------- | -------- | -------- | -------- |
|       | août à h |          |          |          |
|       | août à h |          |          |          |
|       | août à h |          |          |          |
|       | août à h |          |          |          |
|       | août à h |          |          |          |
|       | août à h |          |          |          |
|       | août à h |          |          |          |
|       | août à h |          |          |          |
|       | août à h |          |          |          |
|       | août à h |          |          |          |

### Poule C
| Athlète | J | G | P | PG | PE | Diff. | Notes |
| ------- | - | - | - | -- | -- | ----- | ----- |
|         |   |   |   |    |    |       |       |
|         |   |   |   |    |    |       |       |
|         |   |   |   |    |    |       |       |
|         |   |   |   |    |    |       |       |
|         |   |   |   |    |    |       |       |

#### Matchs
| Match | Date     | Joueur 1 | Résultat | Joueur 2 |
| ----- | -------- | -------- | -------- | -------- |
|       | août à h |          |          |          |
|       | août à h |          |          |          |
|       | août à h |          |          |          |
|       | août à h |          |          |          |
|       | août à h |          |          |          |
|       | août à h |          |          |          |
|       | août à h |          |          |          |
|       | août à h |          |          |          |
|       | août à h |          |          |          |
|       | août à h |          |          |          |

### Poule D
| Athlète | J | G | P | PG | PE | Diff. | Notes |
| ------- | - | - | - | -- | -- | ----- | ----- |
|         |   |   |   |    |    |       |       |
|         |   |   |   |    |    |       |       |
|         |   |   |   |    |    |       |       |
|         |   |   |   |    |    |       |       |
|         |   |   |   |    |    |       |       |

#### Matchs
| Match | Date     | Joueur 1 | Résultat | Joueur 2 |
| ----- | -------- | -------- | -------- | -------- |
|       | août à h |          |          |          |
|       | août à h |          |          |          |
|       | août à h |          |          |          |
|       | août à h |          |          |          |
|       | août à h |          |          |          |
|       | août à h |          |          |          |
|       | août à h |          |          |          |
|       | août à h |          |          |          |
|       | août à h |          |          |          |
|       | août à h |          |          |          |

## Phase finale
|  | Quarts de finale      | Quarts de finale |                        |                        | Demi-finales          | Demi-finales          |  |  | Finale              | Finale              |
|  | Quarts de finale      | Quarts de finale |                        |                        | Demi-finales          | Demi-finales          |  |  | Finale              | Finale              |
|  |                       |                  |                        |                        |                       |                       |  |  |                     |                     |
|  | 31 août à 19h20       | 31 août à 19h20  |                        |                        | 1er septembre à 11h55 | 1er septembre à 11h55 |  |  | 2 septembre à 17h00 | 2 septembre à 17h00 |
|  | 31 août à 19h20       | 31 août à 19h20  |                        |                        | 1er septembre à 11h55 | 1er septembre à 11h55 |  |  | 2 septembre à 17h00 | 2 septembre à 17h00 |
|  |                       |                  |                        |                        | 1er septembre à 11h55 | 1er septembre à 11h55 |  |  | 2 septembre à 17h00 | 2 septembre à 17h00 |
|  |                       |                  |                        |                        | 1er septembre à 11h55 | 1er septembre à 11h55 |  |  | 2 septembre à 17h00 | 2 septembre à 17h00 |
|  |                       |                  |                        |                        | 1er septembre à 11h55 | 1er septembre à 11h55 |  |  | 2 septembre à 17h00 | 2 septembre à 17h00 |
|  |                       |                  |                        |                        |                       |                       |  |  | 2 septembre à 17h00 | 2 septembre à 17h00 |
|  | 31 août à 19h20       |                  |                        |                        |                       |                       |  |  | 2 septembre à 17h00 | 2 septembre à 17h00 |
|  |                       |                  |                        |                        |                       |                       |  |  | 2 septembre à 17h00 | 2 septembre à 17h00 |
|  |                       |                  |                        |                        |                       |                       |  |  | 2 septembre à 17h00 | 2 septembre à 17h00 |
|  |                       |                  |                        |                        |                       |                       |  |  | 2 septembre à 17h00 | 2 septembre à 17h00 |
|  |                       |                  |                        |                        |                       |                       |  |  | 2 septembre à 17h00 | 2 septembre à 17h00 |
|  |                       |                  |                        |                        |                       |                       |  |  |                     |                     |
|  | 31 août à 19h20       |                  |                        |                        |                       |                       |  |  |                     |                     |
|  |                       |                  |                        |                        |                       |                       |  |  |                     |                     |
|  |                       |                  |                        |                        |                       |                       |  |  |                     |                     |
|  | 1er septembre à 11h55 |                  |                        |                        |                       |                       |  |  |                     |                     |
|  |                       |                  |                        |                        |                       |                       |  |  |                     |                     |
|  |                       |                  |                        |                        |                       |                       |  |  |                     |                     |
|  | 31 août à 19h20       | 31 août à 19h20  | Match pour la 3e place | Match pour la 3e place |                       |                       |  |  |                     |                     |
|  | 31 août à 19h20       | 31 août à 19h20  | Match pour la 3e place | Match pour la 3e place |                       |                       |  |  |                     |                     |
|  |                       |                  | 1er septembre à 17h00  |                        |                       |                       |  |  |                     |                     |
|  |                       |                  |                        |                        |                       |                       |  |  |                     |                     |
|  |                       |                  |                        |                        |                       |                       |  |  |                     |                     |
|  |                       |                  |                        |                        |                       |                       |  |  |                     |                     |
|  |                       |                  |                        |                        |                       |                       |  |  |                     |                     |
|  |                       |                  |                        |                        |                       |                       |  |  |                     |                     |